# Olympische Winterspiele 2002/Bob – Viererbob (Männer)
Der Viererbob der Männer bei den Olympischen Winterspielen 2002 in Salt Lake City bestand aus vier Läufen, von denen zwei am 22. und zwei am 23. Februar 2002 ausgetragen wurden. Austragungsort war das Utah Olympic Park Track. Am Start waren 132 Teilnehmer aus 26 Ländern. Olympiasieger wurden die Deutschen André Lange, Carsten Embach, Enrico Kühn und Kevin Kuske mit einer Gesamtzeit von 3:07,51 Minuten. Die Silbermedaille holten Todd Hays, Garrett Hines, Bill Schuffenhauer und Randy Jones aus den Vereinigten Staaten vor ihren Landsmännern Brian Shimer, Dan Steele, Douglas Sharp und Mike Kohn, die die Bronzemedaille gewann.

## Titelträger
| Olympiasieger | Christoph Langen Markus Zimmermann Marco Jakobs Olaf Hampel ( Deutschland) | Nagano 1998     | 2:39,41 min |
| Weltmeister   | Christoph Langen Markus Zimmermann Sven Peter Alex Metzger ( Deutschland)  | St. Moritz 2001 | 4:10,45 min |

## Ergebnisse
| Rang | Athleten                                                                  | Nation                       | Lauf 1   | Lauf 1 | Lauf 2   | Lauf 2 | Lauf 3   | Lauf 3 | Lauf 4   | Lauf 4 | Gesamt     |
| Rang | Athleten                                                                  | Nation                       | Zeit (s) | Rang   | Zeit (s) | Rang   | Zeit (s) | Rang   | Zeit (s) | Rang   | Zeit (min) |
| ---- | ------------------------------------------------------------------------- | ---------------------------- | -------- | ------ | -------- | ------ | -------- | ------ | -------- | ------ | ---------- |
| 001  | André Lange Enrico Kühn Kevin Kuske Carsten Embach                        | Deutschland                  | 46,71    | 2      | 46,64    | 3      | 46,84    | 1      | 47,32    | 2      | 3:07,51    |
| 002  | Todd Hays Randy Jones Bill Schuffenhauer Garrett Hines                    | Vereinigte Staaten           | 46,65    | 1      | 46,61    | 1      | 47,22    | 4      | 47,33    | 3      | 3:07,81    |
| 003  | Brian Shimer Mike Kohn Douglas Sharp Dan Steele                           | Vereinigte Staaten           | 46,83    | 5      | 46,82    | 5      | 46,98    | 2      | 47,23    | 1      | 3:07,86    |
| 004  | Martin Annen Silvio Schaufelberger Beat Hefti Cédric Grand                | Schweiz                      | 46,72    | 4      | 46,63    | 2      | 47,11    | 3      | 47,49    | 4      | 3:07,95    |
| 005  | Bruno Mingeon Éric Le Chanony Christophe Fouquet Alexandre Arbez          | Frankreich                   | 46,92    | 8      | 46,86    | 7      | 47,25    | 5      | 47,53    | 5      | 3:08,56    |
| 006  | Christian Reich Steve Anderhub Guido Acklin Urs Aeberhard                 | Schweiz                      | 46,71    | 2      | 46,93    | 8      | 47,33    | 6      | 47,62    | 8      | 3:08,59    |
| 007  | Sandis Prūsis Mārcis Rullis Jānis Silarājs Jānis Ozols                    | Lettland                     | 46,99    | 9      | 46,82    | 5      | 47,60    | 14     | 47,65    | 9      | 3:09,06    |
| 008  | Jewgeni Popow Pjotr Makartschuk Sergei Golubew Dmitri Stjopuschkin        | Russland                     | 47,14    | 15     | 46,98    | 10     | 47,45    | 10     | 47,58    | 6      | 3:09,15    |
| 009  | Pierre Lueders Ken LeBlanc Giulio Zardo Pascal Caron                      | Kanada                       | 47,12    | 14     | 46,97    | 9      | 47,41    | 7      | 47,67    | 11     | 3:09,17    |
| 010  | Bruno Thomas Michel André Thibault Giroud Philippe Paviot                 | Frankreich                   | 46,88    | 6      | 47,03    | 12     | 47,47    | 11     | 47,82    | 13     | 3:09,20    |
| 011  | Neil Scarisbrick Scott Rider Phil Goedluck Dean Ward                      | Großbritannien               | 47,09    | 13     | 47,05    | 13     | 47,44    | 9      | 47,79    | 12     | 3:09,37    |
| 012  | Gatis Gūts Intars Dīcmanis Māris Rozentāls Gunārs Bumbulis                | Lettland                     | 46,99    | 9      | 46,99    | 11     | 47,80    | 16     | 47,66    | 10     | 3:09,44    |
| 013  | Wolfgang Stampfer Michael Müller Klaus Seelos Martin Schützenauer         | Österreich                   | 47,19    | 17     | 47,27    | 18     | 47,51    | 12     | 47,60    | 7      | 3:09,57    |
| 014  | Lee Johnston Phil Harries Dave McCalla Paul Attwood                       | Großbritannien               | 47,06    | 12     | 47,32    | 19     | 47,41    | 7      | 47,98    | 16     | 3:09,77    |
| 015  | Pavel Puškár Milan Studnička Peter Kondrát Ivo Danilevič                  | Tschechien                   | 47,23    | 19     | 47,17    | 15     | 47,58    | 13     | 47,95    | 14     | 3:09,93    |
| 016  | Alexander Subkow Alexei Seliwjorstow Filipp Jegorow Alexei Andrjunin      | Russland                     | 47,26    | 20     | 47,09    | 14     | 47,76    | 15     | 48,04    | 17     | 3:10,15    |
| 017  | Arend Glas Arnold van Calker Timothy Beck Marcel Welten                   | Niederlande                  | 47,15    | 16     | 47,18    | 16     | 47,82    | 17     | 48,23    | 21     | 3:10,38    |
| 018  | Tomasz Żyła Dawid Kupczyk Krzysztof Sieńko Tomasz Gatka                   | Polen                        | 47,22    | 18     | 47,48    | 22     | 47,93    | 20     | 48,10    | 18     | 3:10,73    |
| 019  | Fabrizio Tosini Andrea Pais de Libera Massimiliano Rota Giona Cividino    | Italien                      | 47,48    | 21     | 47,40    | 20     | 48,11    | 21     | 47,97    | 15     | 3:10,96    |
| 020  | Hiroshi Suzuki Shinji Miura Shinji Doigawa Masanori Inoue                 | Japan                        | 47,65    | 23     | 47,46    | 21     | 47,92    | 19     | 48,14    | 19     | 3:11,17    |
| 021  | Florin Enache Adrian Duminicel Iulian Păcioianu Teodor Demetriad          | Rumänien                     | 47,59    | 22     | 47,66    | 23     | 48,19    | 22     | 48,22    | 20     | 3:11,66    |
| 022  | Oleh Polywatsch Bohdan Samostjanyk Oleksandr Iwanyschyn Jurij Schurawskyj | Ukraine                      | 48,03    | 26     | 48,09    | 26     | 48,76    | 23     | 48,89    | 23     | 3:13,77    |
| 023  | Nicholas Frankl Márton Gyulai Péter Pallai Bertalan Pintér                | Ungarn                       | 48,26    | 27     | 48,18    | 27     | 49,03    | 25     | 49,08    | 25     | 3:14,55    |
| 024  | Milan Jagnešák Braňo Prieložný Marián Vanderka Róbert Kresťanko           | Slowakei                     | 47,80    | 24     | 47,88    | 24     | 51,10    | 29     | 48,64    | 22     | 3:15,42    |
| 025  | Boris Rađenović Dalibor Đurđić Rašo Vucinić Vuk Rađenović                 | Jugoslawien                  | 48,66    | 28     | 48,79    | 30     | 48,97    | 24     | 49,13    | 26     | 3:15,55    |
| 026  | Ivan Šola Boris Lovrić Ðulijano Koludra Niki Drpić                        | Kroatien                     | 48,84    | 29     | 48,45    | 28     | 49,17    | 26     | 49,68    | 28     | 3:16,14    |
| 027  | Eric Maleson Matheus Inocêncio Edson Bindilatti Cristiano Rogério Paes    | Brasilien                    | 48,91    | 31     | 48,76    | 29     | 49,44    | 27     | 49,62    | 27     | 3:16,73    |
| 028  | Albert Grimaldi Charles Oula Sébastien Gattuso Patrice Servelle           | Monaco                       | 47,82    | 25     | 48,02    | 25     | 52,44    | 30     | 48,91    | 24     | 3:17,19    |
| 029  | Chen Chin-San Chen Chien-Li Lin Ruei-Ming Chen Chien-Sheng                | Chinesisch Taipeh            | 48,86    | 30     | 49,19    | 31     | 50,03    | 28     | 49,68    | 28     | 3:17,76    |
| DNF  | Christoph Langen Markus Zimmermann Franz Sagmeister Stefan Barucha        | Deutschland                  | 46,91    | 7      | 46,77    | 4      | –        | DNS    | –        | –      | –          |
| DNF  | Alan Henderson Steve Harrison Angus Ross Mark Edmond                      | Neuseeland                   | 50,67    | 32     | –        | DNS    | –        | –      | –        | –      | –          |
| DNF  | Keith Sudziarski Paul Zar Christian Brown Mike Savitch                    | Amerikanische Jungferninseln | 51,36    | 33     | –        | DNS    | –        | –      | –        | –      | –          |
| DSQ  | Arnfinn Kristiansen Ole Christian Strømberg Bjarne Røyland Mariusz Musial | Norwegen                     | 47,02    | 11     | 47,18    | 16     | 47,84    | 18     | –        | DSQ    | –          |